# 拉伊奥·皮洛亚
拉伊奥·皮洛亚（Raio Piiroja，1979年7月11日—），是一名爱沙尼亚足球运动员，司职中后卫，现效力于中国足球甲级联赛球队成都谢菲联。

## 俱乐部生涯
皮洛亚在家乡球队派尔努特尔维斯开始职业足球生涯，1999年加盟爱沙尼亚豪门塔林弗罗拉。2003年，皮洛亚离开爱沙尼亚，租借到挪威球队瓦勒伦加，2004年转会加盟另一支挪威球队腓特烈斯塔。2011年，他加盟荷兰球队维特斯，但未能得到太多的出场时间，2012年回到塔林弗罗拉。
2013年2月，皮洛亚加盟中国足球甲级联赛球队成都谢菲联。

## 国家队生涯
1998年，皮洛亚首次入选爱沙尼亚国家足球队，他在爱沙尼亚2比0击败乌拉圭的友谊赛中完成个人的第100次国家队出场。

## 荣誉

### 俱乐部
塔林弗罗拉
- 爱沙尼亚足球甲级联赛：2001，2002
- 愛沙尼亞超級盃：2002

腓特烈斯塔
- 挪威盃：2006

### 个人
- 爱沙尼亚足球先生：2002，2006，2007，2008，2009